# Dracaena spicata
Dracaena spicata är en sparrisväxtart som beskrevs av William Roxburgh. Dracaena spicata ingår i släktet dracenor, och familjen sparrisväxter. Inga underarter finns listade i Catalogue of Life.